# Denise Feiersinger
Denise Feiersinger (* 1. November 1990) ist eine ehemalige österreichische Biathletin.

## Leben
Denise Feiersinger startete für den SK Saalfelden. Sie gewann diverse nationale Titel im Jugendbereich. 2005 gewann sie in Aigen im Sprint ihren ersten Titel bei den Schülermeisterschaften. Ein Jahr später folgten erste Medaillengewinne bei den Juniorenmeisterschaften, 2007 gewann sie vier der fünf Titel und musste sich nur im Massenstart mit Silber begnügen. Insgesamt gewann sie zehn Titel und gewann weitere zehn Medaillen. Ihren größten Erfolg erreichte Feiersinger, als sie bei den Österreichischen Meisterschaften 2010 in Eisenerz vor Ulla Waldhuber und Anna Hufnagl den Titel im Einzel bei den Frauen gewann. Nach der Saison beendete sie ihre Karriere, um sich ihrem Studium zu widmen.
Gemeinsam mit ihrer Schwester Laura Feiersinger gründete sie mit dem Label LRI 10 23 ihre eigene Modelinie.